# Kloster Preveli
Das Kloster Preveli (griechisch Μονή Πρέβελη Moni Preveli) ist ein Mönchskloster (griechisch Μοναστήρι Monastiri) im Süden der griechischen Mittelmeerinsel Kreta. Es befindet sich in der Gemeinde Agios Vasilios des Regionalbezirks Rethymno.
Das Kloster stellt einen religiösen Mittelpunkt der Diözese „Lambi, Syvritos und Sfakia“ dar. Es gehört der halbautonomen Kirche von Kreta an, die dem Patriarchen von Konstantinopel unterstellt und seit 1913 mit der Kirche von Griechenland assoziiert ist. So weht neben der griechischen Flagge auch der doppelköpfige byzantinische Adler auf goldenem Grund im Innenhof der Klosteranlage. Das Engagement der Mönche für Freiheit und Unabhängigkeit der griechischen Einwohner Kretas sowie für schulische Weiterbildung begründete den überregionalen Ruf des Klosters.

## Geografische Lage
Moni Preveli besteht aus zwei Gebäudekomplexen, von denen heute nur noch das „Hintere Kloster“, Piso Moni Preveli, bewohnt ist. Es steht in 170 Meter Höhe über dem Meeresspiegel oberhalb der Küste des Libyschen Meeres, der Südküste Kretas. Die Entfernung zur Präfekturhauptstadt Rethymno beträgt 23 Kilometer, die zum Hauptort der Gemeinde Finikas, Plakias, sieben Kilometer. Die nächste bewohnte Ortschaft ist das 1,5 Kilometer nordwestliche Gianniou. Die Felsküste beim Kloster bietet nur bedingt Zugang zum Meer. Als nächste Schiffsanlegeplätze sind östlich die 1,5 Kilometer entfernte Bucht des Palmenstrandes von Preveli an der Mündung des Bergbaches Megalopotamos, westlich die in 3,5 Kilometer Entfernung liegende Bucht von Schinaria nutzbar.
Das sogenannte „Untere Kloster“, Kato Moni Preveli, liegt zwei Kilometer von der Meeresküste entfernt im Tal des Megalopotamos. Es wurde im 19. Jahrhundert aufgegeben und ist heute eine Ruinenstätte. Die Gebäude des einstigen Nebenklosters von Moni Preveli wurden während eines Aufstandes gegen die Türkenherrschaft zerstört und zum Teil 2015 als Museum wieder aufgebaut. Sie befinden sich von Piso Moni Preveli zwei Kilometer in nordöstlicher Richtung, unterhalb der Straße, die zum bewohnten Teil des Klosters Preveli führt. Etwa 300 Meter nördlich der Ruinen wurde an der Großen Brücke der einzige für Kraftfahrzeuge befahrbare Übergang über das Bachbett des Megalopotamos errichtet, über den man in östlicher Richtung auf unbefestigten Wegen den Ort Drymiskos und südöstlich den Strand Drymiskiano Ammoudi erreicht.

## Beschreibung
Die Zufahrt zum Kloster Preveli führt nach dem Abzweig von der Straße zwischen Asomatos und Lefkogia zunächst an der westlichen Seite des Megalopotamos entlang zum „Unteren Kloster Johannes des Täufers“ (Κάτω Μοναστήρι του Προδρόμου Kato Monastiri tou Prodromou). Wie der vollständige Name angibt, war das ehemalige Nebenkloster am Megalopotamos Johannes dem Täufer geweiht. Am Glockenturm der Klosterkirche ist die Jahreszahl 1594 angebracht. Die ehemaligen Wohn- und Wirtschaftstrakte waren in der Vergangenheit sowohl durch Mönche als auch Landarbeiter bewohnt, die im Wein-, Oliven- und Getreideanbau für das Kloster tätig waren. Nach außen war Kato Moni Preveli durch eine schräg ansteigende Sockelzone wehrhaft abgeschlossen. Nachdem in den 1970er und 1980er Jahren Hippies in den überdachten Ruinen kampierten, wurde das Areal eingezäunt. Das Betreten der Anlage ist verboten.

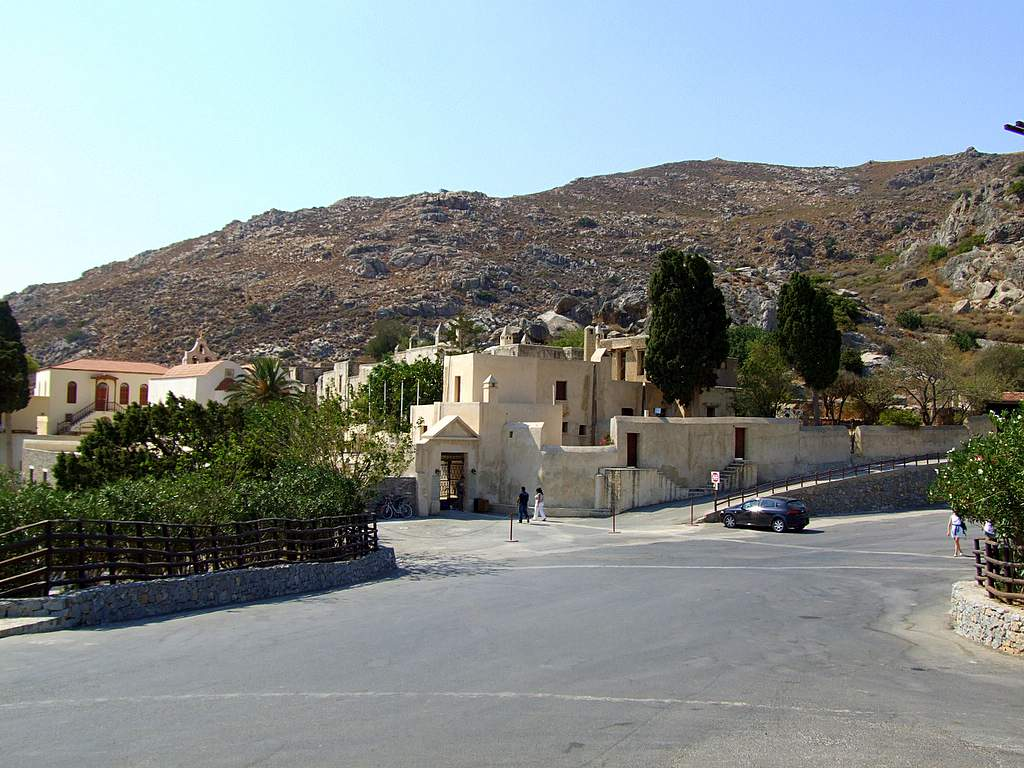
Eingang von Piso Moni Preveli

Vorbei an einem linksseitigen Abzweig zum Palmenstrand von Preveli führt die Straße weiter zu einem ausgebauten Parkplatz vor dem „Hinteren Kloster Johannes des Evangelisten“ (Πίσω Μοναστήρι του Θεολόγου Piso Monastiri tou Teologou). Das Klostergebäude präsentiert sich in einem hervorragenden Zustand, lediglich die derzeit ungenutzten Unterkunftsgebäude hinter der Klosterkirche sind dem Verfall preisgegeben. Da das Kloster mehrmals zerstört wurde, sind heute keine Bauten aus der Gründungszeit mehr erhalten, sie wurden bei den Neuerrichtungen von Gebäuden überbaut. Nach 1960 begann der Niedergang des Klosters, so dass es zurzeit nur von drei Mönchen bewohnt wird. Das Gelände des Klosters kann gegen ein geringes Entgelt betreten werden. Für die Organisation der Besichtigung wurde eigens Personal eingestellt.

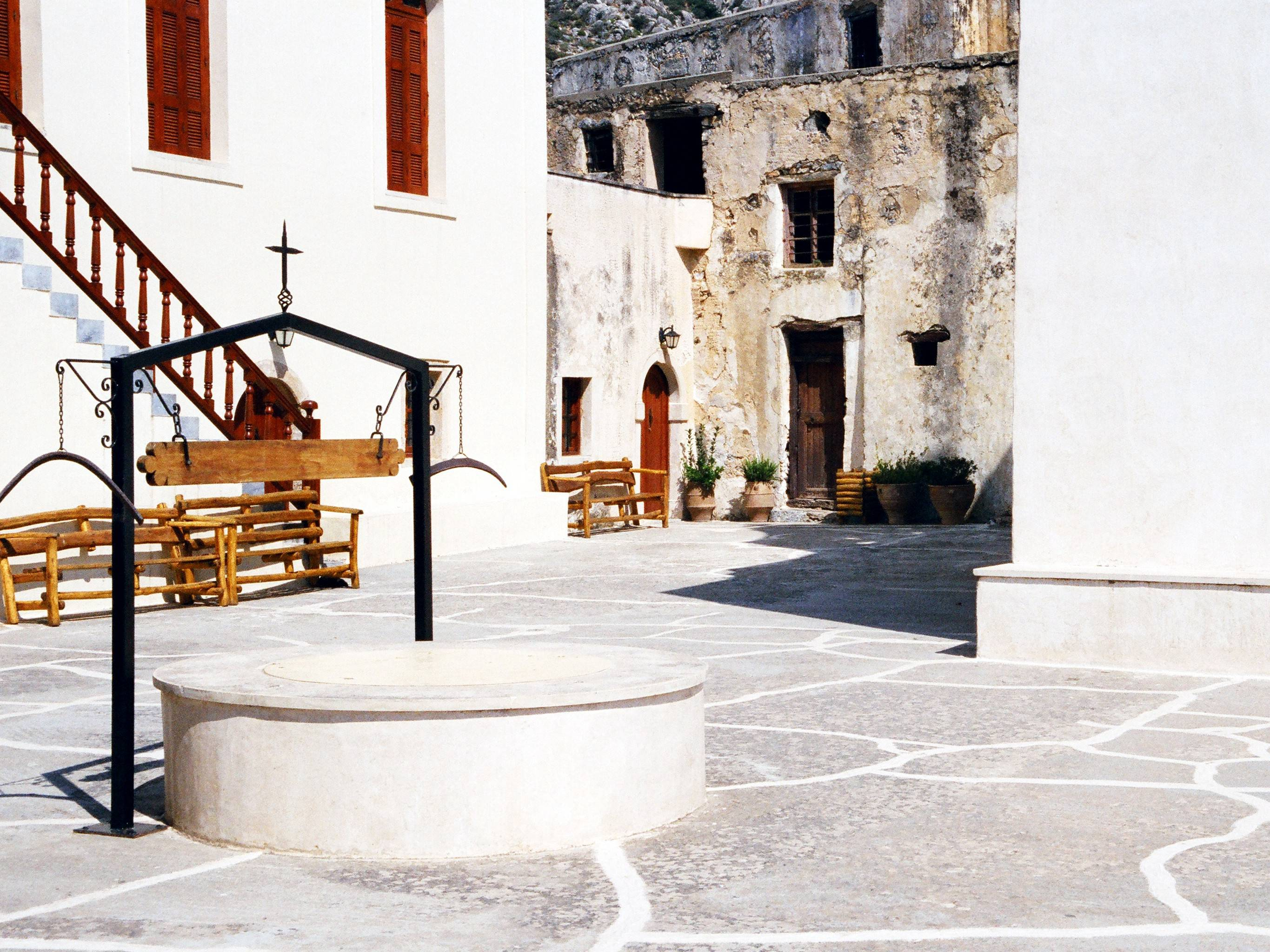
Hof der Kirche am Gästehaus

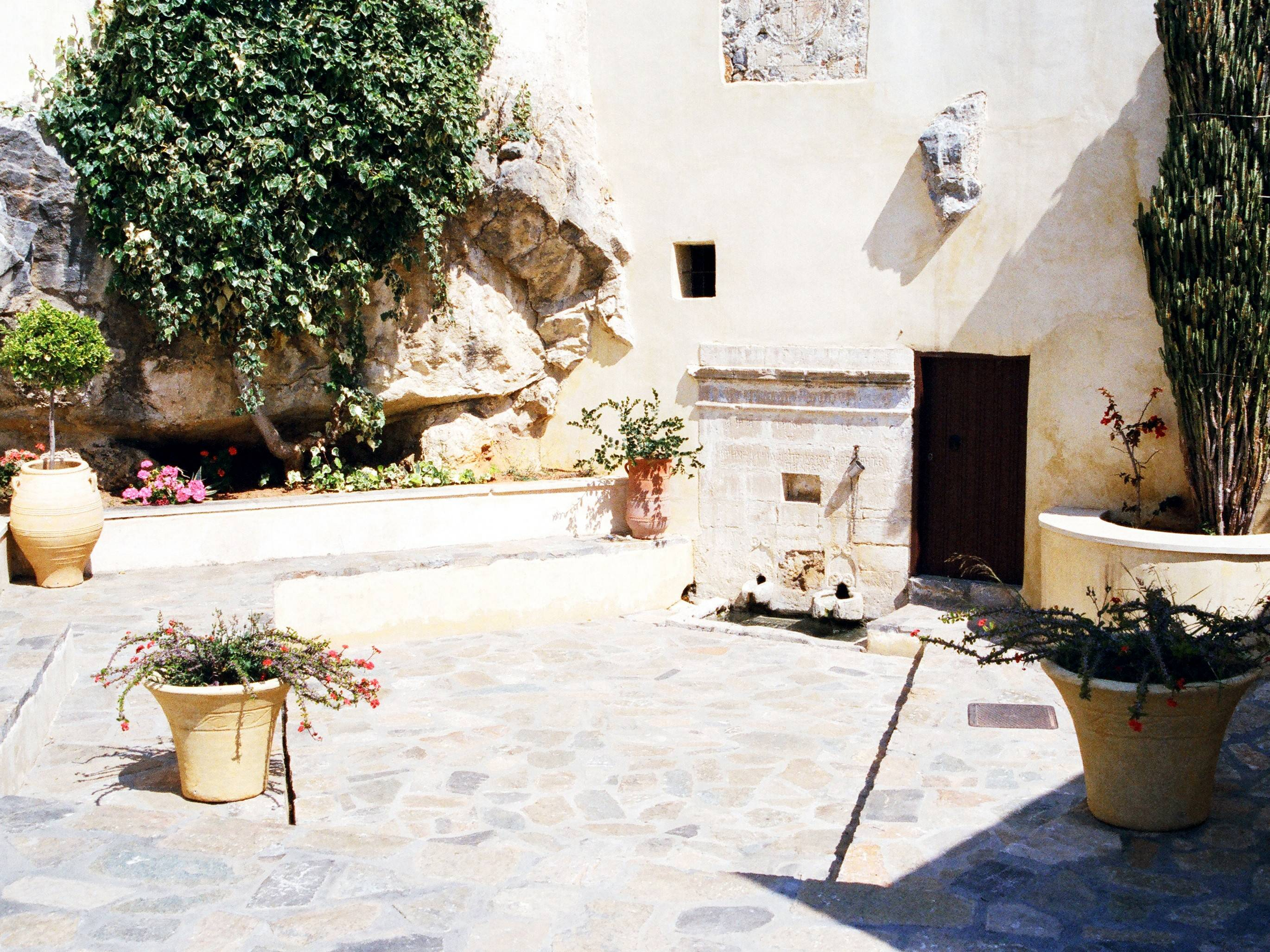
Quellbrunnen im Klosterhof

Die nach dem Vorbild des Arkadi-Klosters erbaute zweischiffige Hallenkirche im Zentrum des Klosters Piso Moni Preveli wurde ab 1835 erbaut und 1836 Johannes dem Evangelisten geweiht. Sie besitzt eine sorgfältig bemalte und vollständig erhaltene Ikonostase aus Zypressenholz jüngeren Datums. Das vergoldete, mit Edelsteinen besetzte Reliquienkreuz der Kirche mit Darstellungen der Taufe und der Kreuzigung Christi soll einen Splitter des Kreuzes Jesu enthalten. Das Kreuz des Evraim Prevelis, wie es genannt wird, soll Wunderheilungen hervorrufen. Es wird am 8. Mai, dem höchsten Feiertag des Klosters, zur Segnung von Augenkranken verwandt. Der Kirchenraum beinhaltet weiterhin einen geschnitzten Bischofssitz und eine reich verzierte Kanzel. Der Glockenturm wird auf das Jahr 1629 datiert. Die Kirche, wie das gesamte Kloster, wurde das letzte Mal 1867 zerstört und ab 1911 wieder restauriert.
Neben der Kirche steht das ehemalige Gästehaus mit der Wohnung des Abtes, einem dem Haupteingang gegenüberliegenden Gebäudetrakt. Der sich anschließende südliche Teil des Kirchhofes ist gleichzeitig das Dach des Südflügels, Nebengebäuden, die aufgrund des abschüssigen Geländes eine zweite, untere Etage bilden. Vom Eingang des Klosters erreicht man die verschiedenen Ebenen über mehrere steinerne Treppen. Am tiefer gelegenen Klosterhof östlich neben der Kirche befindet sich ein in eine Wand eingelassener Quellbrunnen. Er enthält den Sinnspruch „ΝΙΨΟΝ ΑΝΟΜΗΜΑΤΑ ΜΗ ΜΟΝΑΝ ΟΨΙΝ“ (NIPSON ANOMIMATA MI MONAN OSPIN, „Wasch deine Sünden ab, nicht nur dein Gesicht“). Es handelt sich hierbei um ein Palindrom, das auch rückwärts gelesen werden kann.
An der anderen Seite des Klosterhofes gelangt man zum Eingang des Museums. In einem langgestreckten niedrigen Gewölbe sind einige Gegenstände aus dem Besitz des Klosters Preveli für Besucher ausgestellt. Dabei handelt es sich um sakrale Gegenstände, neben alten Ikonen vor allem Messgewänder und Altargerät des 17. und 18. Jahrhunderts. Zu sehen sind außer den verschiedensten Heiligenbildern unter anderem vergoldete Kelche und Kreuze, Weihgaben von Gläubigen, Kirchengestühl, Urkunden und reich bestickte Abtgewänder. Im Besitz des Klostermuseum ist auch eine Sammlung alter Bücher. Die Möglichkeit der Besichtigung des Museums ist im geringen Eintrittspreis für das Kloster mit enthalten.
Die tiefer liegenden Gebäudeteile Richtung südlich liegendem Meer dienen als Ställe und Lagerräume. Den umfriedeten Tiergehegen, in denen vor allem Ziegen und Hirsche gehalten werden, schließt sich eine kleine kultivierte Fläche mit Olivenbäumen an. Südöstlich der Klosteranlage befindet sich am Besucherparkplatz neben dem Haupteingang der Friedhof mit einer Kapelle zur Aufbewahrung von Gebeinen. Eine Tür in der Rückmauer des Klosters führt zu einem verborgenen Versammlungsraum, einem ehemaligen Treffpunkt der Mönche mit Widerstandskämpfern gegen die osmanische Herrschaft. Nördlich der Klostergebäude beginnt ein unbefestigter Weg, der über den Bergkamm nach Gianniou führt.

## Geschichte

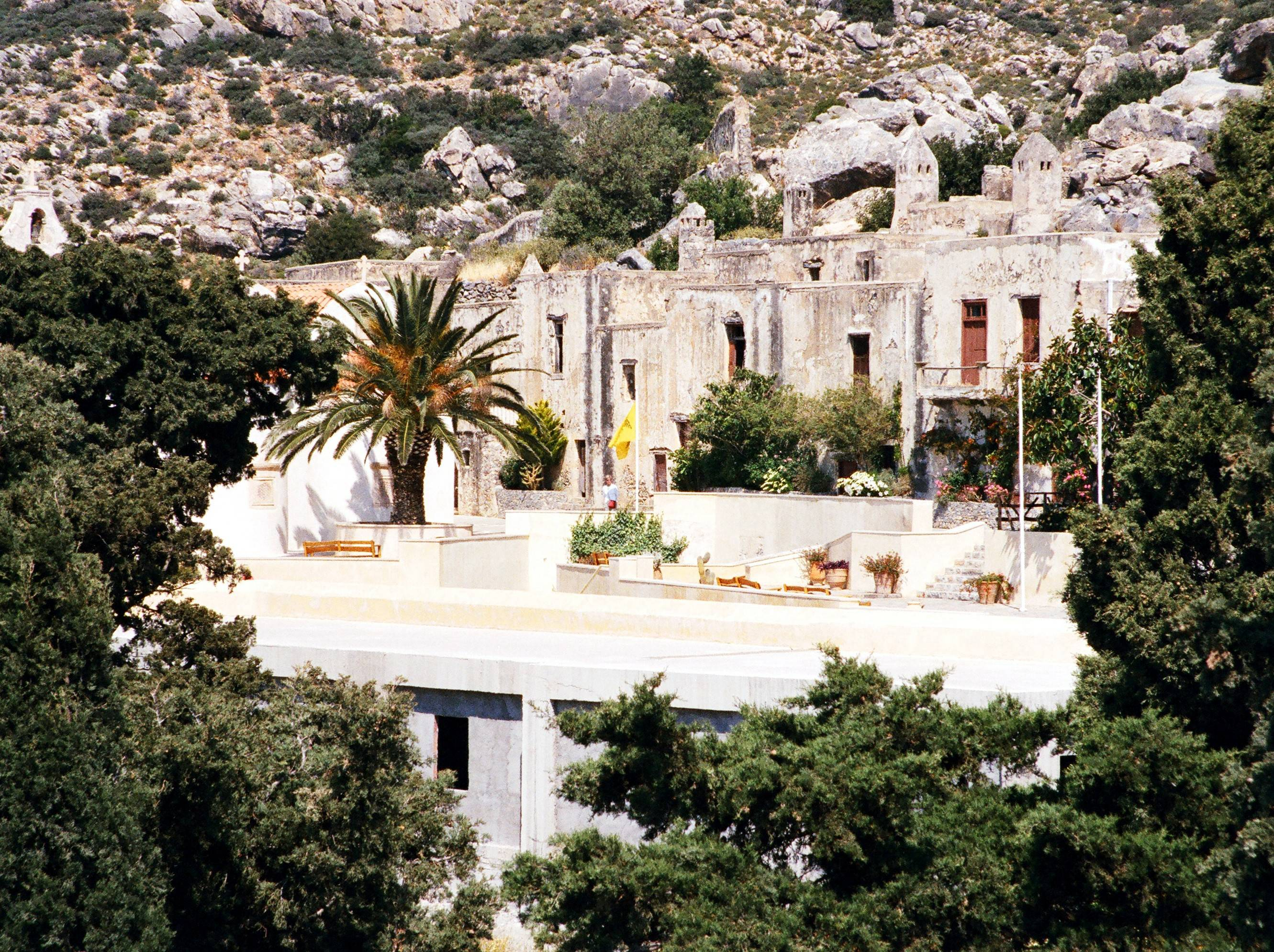
Hauptplatz des Klosters

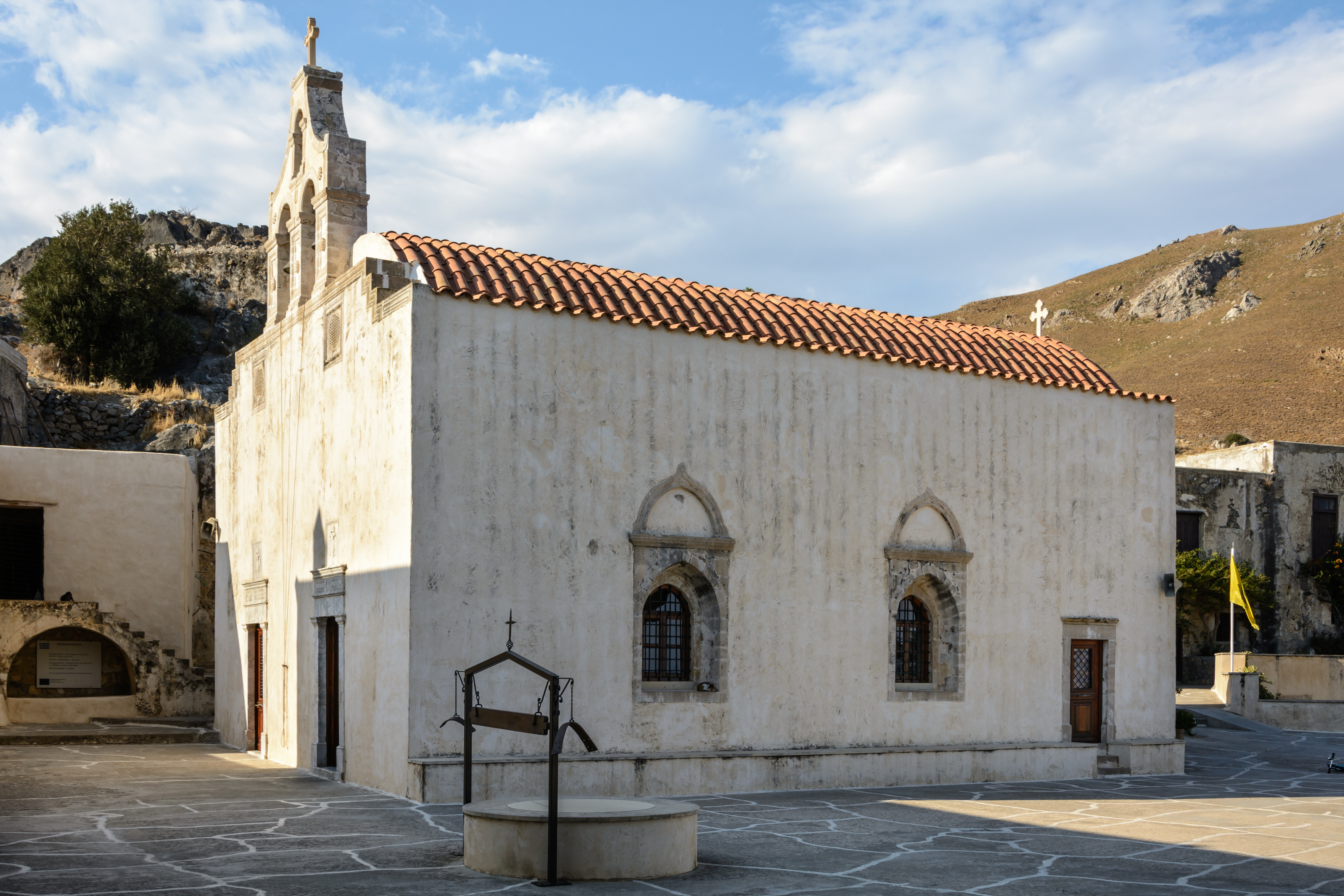
Klosterkirche mit Vorhof

Es gibt Hinweise darauf, dass schon Ende des 10. oder Anfang des 11. Jahrhunderts, also in der Zeit der zweiten byzantinischen Periode auf Kreta, als an der Südküste viele Klöster gegründet wurden, auf dem Gelände von Kato Moni Preveli am Megalopotamos ein Kloster bestand. Die erste belegte Jahreszahl für die Existenz des Klosters Preveli ist hingegen die Gravur einer Klosterglocke, die das Jahr 1594 angibt. Der Glockenturm der heutigen Kirche des Heiligen Johannes des Evangelisten in Piso Moni Preveli wird auf das Jahr 1629 datiert. Die wahrscheinliche Gründung des Klosters im 16. Jahrhundert, in der venezianischen Epoche Kretas, erfolgte durch einen Gutsbesitzer namens Prevelis (Πρέβελης), der möglicherweise aus Preveliana Monofatsiou im Regionalbezirk Iraklio stammte. Es gehörte zunächst zum Bistum Lambi (Sybritos), wurde jedoch später direkt dem Patriarchat von Konstantinopel unterstellt.
Während der Eroberung Kretas durch das Osmanische Reich wurde das Kloster 1649, wie zahlreiche andere kirchliche Einrichtungen, durch die Türken erstmals zerstört. Nach dem Wiederaufbau Ende des 17. oder frühen 18. Jahrhunderts wurde es zu einem religiösen, wie auch sozialen und nationalen Zentrum der orthodoxen Griechen der Regionen Agios Vasilios und Sfakia im Widerstand gegen die türkische Herrschaft. Dabei gewährte der osmanische Staat innerhalb eines eigentümlichen Systems der politischen Toleranz den abgelegenen Teilen Kretas begrenzte Freiheiten und einigen Klöstern besondere Privilegien. Moni Preveli wurde deshalb auch nicht als Wehrbau neu errichtet. Durch Zuzug von Mönchen aus aufgegebenen beziehungsweise mit Moni Preveli zusammengeschlossenen Klöstern der Umgebung wurde das Kloster mit größeren Ländereien ausgestattet. Moni Preveli wurde so zu einem der wohlhabendsten Klöster der Insel mit umfassendem Grundbesitz und bester wirtschaftlicher Organisation. Neben Piso Moni Preveli als geistlichem Mittelpunkt diente Kato Moni Preveli mit seinem Landbau der wirtschaftlichen Grundlage des Klosters.

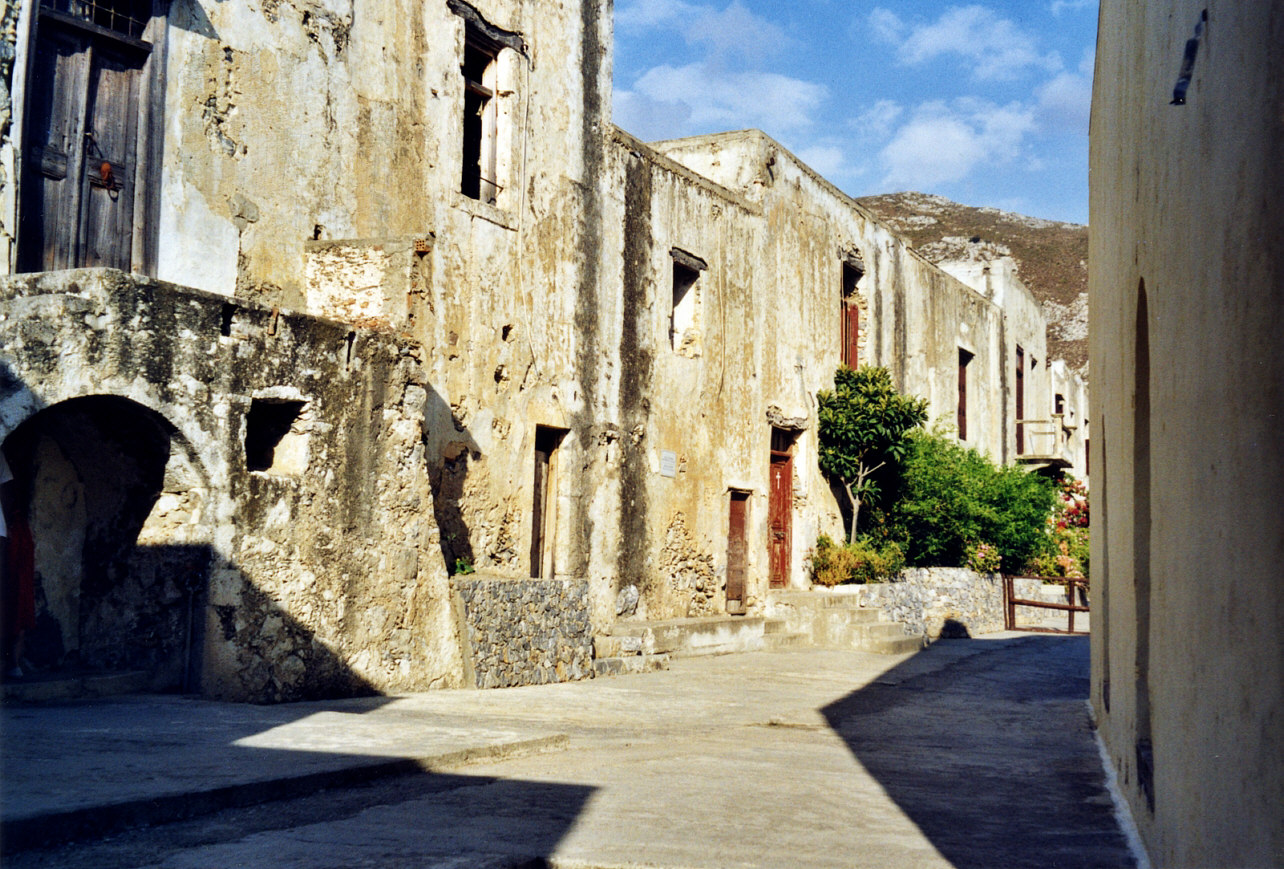
Straße im Kloster Preveli

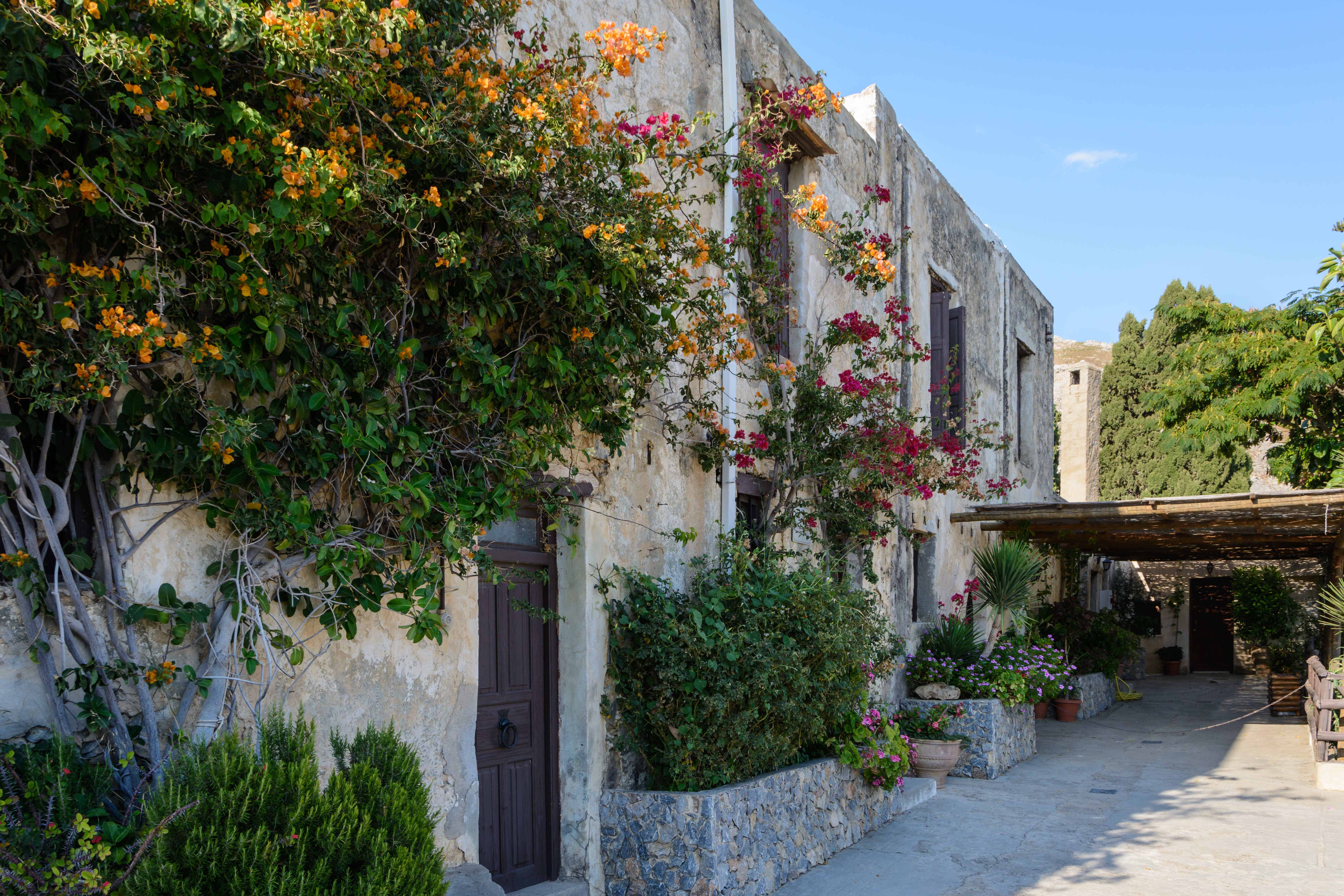
Mönchsunterkünfte im Kloster

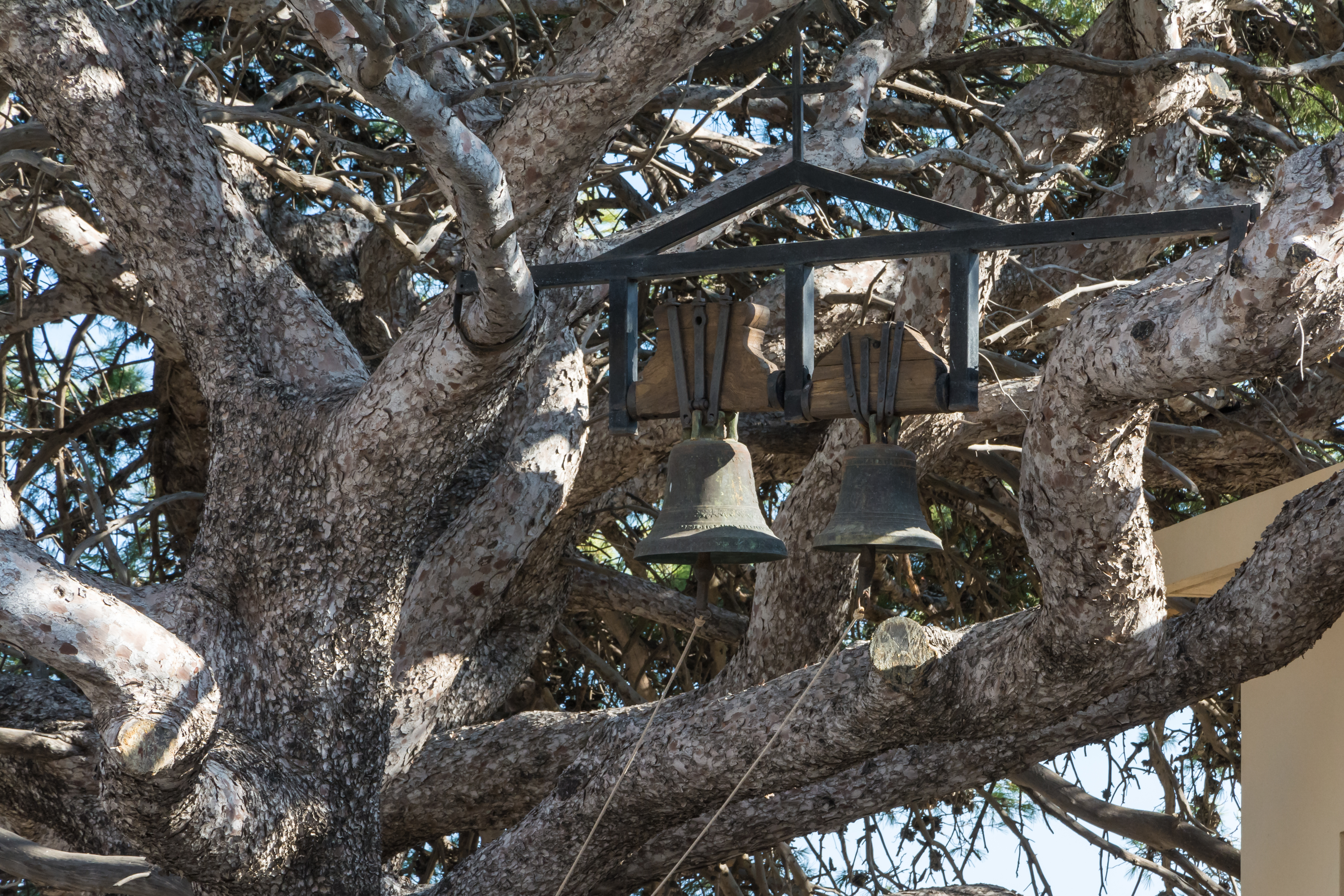
Glocken in den Ästen eines großen Baumes im Klosterhof

Die Klöster Kretas richteten ihre Bemühungen nicht nur auf den Schutz der orthodoxen Kirche, sondern auch auf die Erhaltung der griechischen kulturellen Traditionen. Mit dem Ziel der kretischen Unabhängigkeit bildeten sie ein Netzwerk des Widerstandes gegen die osmanische Herrschaft. Das beschränkte sich nicht nur auf das Gewähren von Zufluchtsorten für Aufständische, man nahm aktiv am Kampf gegen die Besatzer teil. So war 1770 der Abt Evraim des Klosters Preveli an der durch das Russische Reich unterstützten Revolution des aus der Sfakia stammenden Ioannis Vlachos, bekannt als Daskalogiannis (Δασκαλογιάννης), beteiligt. Wegen Tötung eines Janitscharen wurde Abt Evraim von den Türken zum Tode verurteilt, nach Niederschlagung des Aufstandes aber begnadigt. Aus dieser Zeit, der zweiten Hälfte des 18. Jahrhunderts, stammt auch das „Segnungs-Kreuz“ des Klosters Preveli, das deshalb den Namen Kreuz des Evraim Prevelis trägt. Man sagt ihm Wunderheilungen bei Augenleiden nach. Es ist heute in einem Schrein in der Klosterkirche untergebracht.
In der Zeit der revolutionären Ereignisse des Jahres 1821 wurde der damalige Abt des Klosters Preveli, Melchisedek Tsouderos (Μελχισεδέκ Τσουδερός, 1803–1823), die wichtigste führende Persönlichkeit des Aufstandes. Er war Mitglied der Geheimorganisation „Filiki Eteria“ (Φιλική Εταιρεία) und organisierte die ersten Rebelleneinheiten gegen die osmanischen Besatzer. Die Aufständischen wurden durch das Kloster finanziert und ausgerüstet. Am 25. Mai 1821 hisste Abt Tsouderos die Flagge Griechenlands als erstes kretisches Widerstandsbanner in Kourkoulo, einer Siedlung in den Bergen oberhalb des Dorfes Rodakino. Als Vergeltungsmaßnahme zerstörten die osmanischen Truppen das Kloster, jedoch konnte der Abt vorher alle Mönche in Sicherheit bringen. Er selbst kämpfte später im Westen Kretas weiter, wobei er im Verlauf der Schlacht bei dem Dorf Polemarchi in der Nähe von Kissamos am 5. Februar 1823 verletzt wurde. Abt Melchisedek Tsouderos starb während seiner Verlegung nach Platania, wo er auch bestattet wurde.
Nach der Niederschlagung des Aufstandes von 1821 bis 1823 richtete sich die Untergrundtätigkeit der orthodoxen Klöster Kretas auf den Aufbau „geheimer Schulen“. Auf Initiative des Bischofs Nikodimos von Lambi bekam das Kloster Preveli ab 1831 immer mehr Mittel zur Unterhaltung einer solchen Schule unter der Schirmherrschaft des Ökumenischen Patriarchats. Das Kloster entwickelte sich darüber hinaus zu einem Kulturzentrum, in dem einheimische und ausländische Maler und Holzschnitzer der frühen Kretischen Schule tätig waren.
Durch den schnellen Wiederaufbau nach der Katastrophe von 1821 konnte das Kloster Preveli auch in der zweiten Revolution der Jahre 1866 bis 1869 eine bedeutende Rolle spielen. Dem Revolutions-Ausschuss von Rethymnon im Kloster Arkadi unterstellt, kämpften vierzehn Brüder aus Preveli unter Mönch Athanasios Mariolakis in der Schlacht von Akonia am Fuß des Vryssinas-Berges. Nach der Zerstörung des Klosters Arkadi bewältigte Abt Agathangelos Papavasiliou von Preveli (Amtszeit 1864–1871) die tägliche Versorgung und Unterbringung von fast zweihundert Rebellen. Noch 1867 verhinderten die Aufständischen der umliegenden Dörfer gemeinsam mit den Klosterbrüdern das Eindringen der osmanischen Truppen in die Region. Unterstützung erhielten sie durch das Schiff „Arkadi“, das Waffen, Munition und Freiwillige am Strand von Koraka bei Rodakino absetzte. Mit 8000 Soldaten gelang es schließlich dem türkischen Heerführer Resit Pascha am 7. Juli 1867 Kato Moni Preveli und die benachbarten Dörfer einzunehmen. Das „untere Kloster“ wurde dabei zerstört. Piso Moni Preveli konnte durch die osmanischen Verbände nicht genommen werden und setzte seine aktive Rolle bis zum Ende der Revolution 1869 fort.
Der Aufstand erlahmte, nachdem die Osmanen zu Reformen bereit waren und eine allgemeine Amnestie gewährten. Unter Großwesir Ali Pascha wurde eine Delegiertenversammlung in Chania einberufen, deren Vorschläge, unter anderem ein mehrjähriger Steuererlass, bewilligt wurden. Die die Griechen unterstützenden ausländischen Mächte zogen sich aus dem Konflikt zurück und zwangen auch das unabhängige Griechenland, alle Verbindungen mit Kreta abzubrechen. Das Kloster Preveli wurde nun reorganisiert. Unter Abt Kallinikos Spitadakis (Καλλίνικος Σπιταδάκης, 1870–1892) wurde die Kirche Johannis des Täufers in Kato Moni Preveli renoviert und die landwirtschaftlichen Anlagen und Unterkunftszellen rekonstruiert. Auch eine große Olivenöl-Mühle wurde neu errichtet.

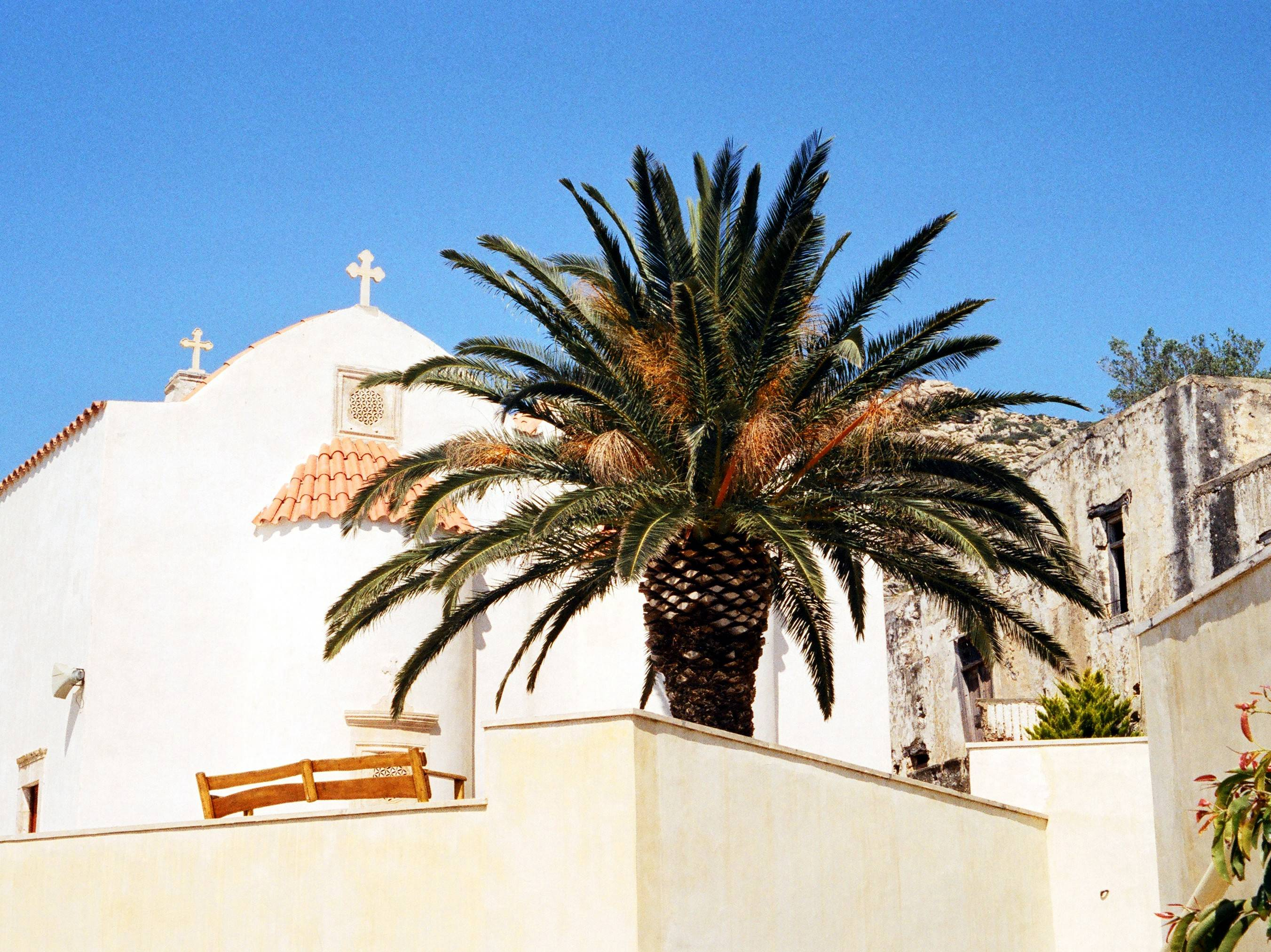
Kirche von Piso Moni Preveli

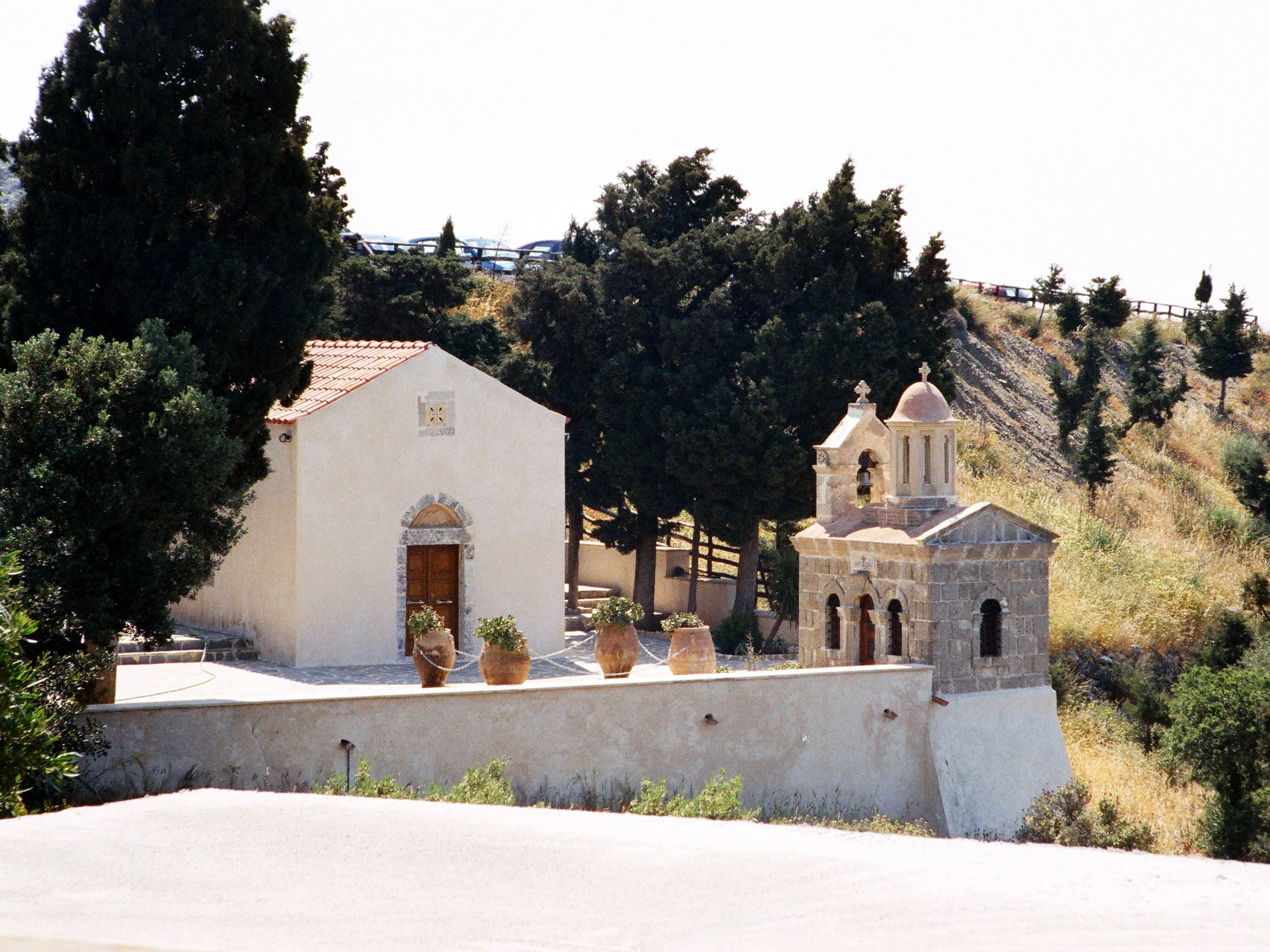
Friedhofskapelle des Klosters

Im Jahr 1878 brach erneut ein Aufstand aus und das hintere Kloster, Piso Moni Preveli, war wieder ein Hauptquartier der Rebellen. Es lieferte den Nachschub an Ausrüstung und Versorgung der Aufständischen. An der Mündung des Megalopotamos, am Limni Preveli, wurden durch das Schiff „Panellinion“ unter dem Kapitän Nicolaos Soumelis Waffen und Gerät für den revolutionären Kampf angelandet. Ergebnis des Aufstandes waren erhebliche Zugeständnisse seitens der osmanischen Herrscher unter Mukhtar Pascha, wie die Berufung einer aus christlichen und mohammedanischen Deputierten gebildeten Provinzialversammlung, finanzielle Selbstständigkeit, die Beschränkung der Dienstpflicht auf die Gendarmerie und die Gewährung angemessener Privilegien für die Christen der Insel. Der Grieche Photiades wurde zum Generalgouverneur von Kreta ernannt.
Von 1893 bis 1916 führte Abt Neilos Volanakis, Neilos der Zweite, das Kloster Preveli. In seine Amtszeit fiel die Teilselbstständigkeit Kretas ab Dezember 1897 und der Anschluss der Insel an Griechenland bis 1913. Die „Schule des Heiligen Geistes“ des Klosters erhielt in dieser Zeit den Status einer Hochschule. Beim Aufstand 1896 war Moni Preveli erneut ein Zentrum der griechischen Kämpfer. Am 10. April 1896 waren bewaffnete Kräfte des Klosters unter Führung von Mönch Manassis Papadakis an einer siegreichen Schlacht gegen die Osmanen in Sellia beteiligt. In der Folge wurden die Klostergüter bei Koxare durch Brände vernichtet. Weitere Kämpfe, an denen Manassis und seine Männer beteiligt waren, fanden in Asomatos und Fotinos statt.
Nach dieser Revolution wurde Kreta ein internationales Protektorat unter der Einsetzung Prinz Georgs von Griechenland als Hochkommissar. Eine Reihe von Mönchen des Klosters Preveli kämpften 1912 nochmals als Freiwillige in Epirus für die Befreiung Nord-Griechenlands von den Osmanen. Ansonsten konzentrierten sich die Aktivitäten des Klosters nach der Vereinigung Kretas mit Griechenland, die 1913 international anerkannt wurde, wieder auf seine religiöse und soziale Rolle.

### Rolle des Klosters im Zweiten Weltkrieg
Nach dem Luftlandeangriff der deutschen Wehrmacht auf Kreta am 20. Mai 1941 und der Einnahme des Flugplatzes von Maleme bei Chania am 22. Mai flüchteten die alliierten Truppen der Briten, Australier, Neuseeländer und Griechen nach Südosten in Richtung des Libyschen Meeres. Ab Juni 1941 war die Insel durch Deutschland, der Osten (Lasithi) von Italien, besetzt. Im Süden Kretas organisierten die Mönche der dortigen Klöster zusammen mit den Einwohnern Verstecke für die alliierten Soldaten, die nicht mehr die zur Flucht bereitgestellten Schiffe erreicht hatten.
Unter dem Vorsitz des Abtes Agathangelos Lagouvardos (Αγαθάγγελος Λαγουβάρδος), Abt des Klosters Preveli von 1936 bis 1944, wurde eine Kommission der Bewohner der umliegenden Dörfer gebildet, die sich konspirativ mit den Problemen des Schutzes und der Versorgung der verborgen gehaltenen Soldaten befasste. Dieser Ausschuss arbeitete bis zum Ende der Besatzungszeit im Mai 1945. Eine Gruppe australischer Soldaten versuchte erfolgreich, von Preveli aus Kontakt mit britischen U-Booten aufzunehmen, mit denen sie sich in den Nahen Osten absetzen konnten. Die erste Flucht mittels eines U-Bootes vom Strand beim Limni Preveli war erfolgreich. Auf den zweiten Versuch der Kontaktaufnahme wurden die deutschen Besatzungstruppen aufmerksam und vereitelten das Vorhaben.

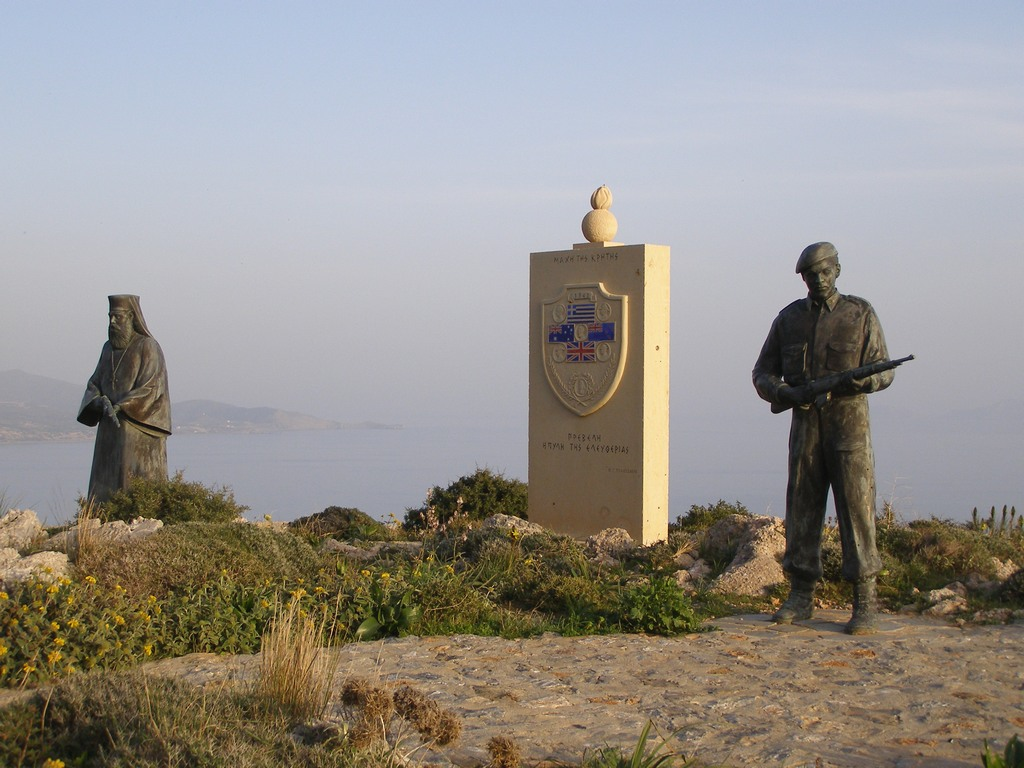
Widerstandsdenkmal von Preveli

Abt Agathangelos war nun gezwungen, das Kloster zu verlassen, da es durch die deutschen Truppen besetzt wurde. Den Mönchen gelang jedoch die rechtzeitige Evakuierung. Das untere Kloster, Kato Moni Preveli, wurde durch die Besatzungssoldaten geplündert und weitgehend zerstört. Im hinteren Kloster, Piso Moni Preveli, wurden einige der Mönche festgenommen und durch drei deutsche Offiziere verhört. Danach wurden sie in das Firka-Gefängnis überstellt, wo sie des illegalen Waffenbesitzes, des Besitzes eines Funkgerätes und der Unterstützung flüchtiger Briten und von den Besatzungstruppen gesuchter Griechen angeklagt wurden. Viele Gegenstände des Klosters, darunter auch religiöse wie das Kreuz des Evraim Prevelis, wurden nach Rethymno abtransportiert. Das Kreuz wurde später zurückgegeben.
Auf Intervention des Bischofs von Kydonias und Apokoronou, Agathangelos Xirouhakis, bei den deutschen Behörden wurden die Mönche von Preveli nach kurzer Zeit aus der Haft entlassen und konnten zu ihrem Kloster zurückkehren. Unter Mithilfe der örtlichen Bevölkerung und anderer Klöster der Insel machten sie sich an die Arbeit des Wiederaufbaus. Eine Unterstützung der alliierten Soldaten im Untergrund erfolgte zwar weiter, war jedoch auf Grund der zunehmenden Überwachung der Deutschen wegen der aufgedeckten bisherigen Aktivitäten der Mönche äußerst schwierig. Im Herbst 1942 gründete sich die nationalliberal orientierte Widerstandsorganisation Ethnikis Organosis Kritis (EOK, „Nationale Organisation Kretas“), deren Aktivitäten sich in den umliegenden Bergen konzentrierten. Sie wurde unter anderem durch das Kloster Preveli mit Informationen versorgt.
Nach Ende der deutschen Besetzung Kretas wurde auf Kosten des Klosters aus der Bevölkerung der Region das „Regiment von Gyalias“ aufgebaut, dessen Aufgabe darin bestand, die Ordnung aufrechtzuerhalten. Abt Agathangelos, der sich bis zum Kriegsende im Nahen Osten der Griechischen Armee als Priester angeschlossen hatte, starb zwei Tage vor seiner geplanten Rückkehr nach Griechenland plötzlich. Die Rolle des Klosters und seines Abtes im Kampf gegen die deutschen Besatzungstruppen wurde allgemein anerkannt, auch von den Regierungsbeamten der Alliierten. Die Dankbarkeit der Soldaten, die im Kloster Zuflucht und Hilfe fanden, dauert bis heute an. Großzügige Spenden und eine eigens eingerichtete Stiftung zeugen von der tiefen Verbundenheit zu den Mönchen. An der Zufahrtsstraße und im Eingangsbereich des Klosters befinden sich mehrere Gedenksteine, die an die Ereignisse der Zeit des Zweiten Weltkriegs erinnern.